# Synchro (émission de télévision)
Pour les articles homonymes, voir Synchro.
Synchro est un jeu télévisé interactif animé par Stéphane Bellavance et diffusé sur Radio-Canada à partir du 26 avril 2010. Les gens autant en studio qu'à la maison participeront au jeu.

## Concept
Dans le studio, 15 participants répondent à une question de sélection. Les deux ou trois participants (selon le résultat du finaliste de la dernière émission) ayant obtenu une bonne réponse dans le meilleur temps deviennent les trois joueurs de l'émission. Le concept permet, à deux reprises dans l'émission, à un des meilleurs concurrents en studio d'être sélectionné pour remplacer le joueur ayant le plus faible pointage. Les questions posées touchent tous les domaines.